# Léopold Chiron
Pour les articles homonymes, voir Chiron.
Léopold Chiron, né le 11 juillet 1845 à Saint-Marcel-d'Ardèche, décédé le 30 septembre 1916 à Saint-Julien-de-Peyrolas (Gard), est l'un des premiers préhistoriens français.

## Biographie
Fils d'un artisan serrurier, il devient instituteur. Sa carrière d'instituteur se déroule à Saint-Just-d'Ardèche.
Il décède à Saint-Julien-de-Peyrolas (Gard) le 30 septembre 1916.
Ses contributions en archéologie
Il réalise les premières explorations de grottes, nombreuses dans la région. Il est le premier à avoir signalé les œuvres pariétales de la grotte Chabot ou « grotte Jean-Louis » à Aiguèze (Gard), site dont il effectue des fouilles en 1878. Ce sont les premières décorations pariétales découvertes, avant celles d'Altamira (Sautuola 1879), de la Mouthe (Rivière 1895), de Pair-non-Pair (Daleau 1896, soupçonnées dès 1883) et des Combarelles (Capitan & Breuil 1901).
En 1878, il effectue les premiers relevés par estampage et fixation photographique,.
En 1889, il fait une communication à la Société d'anthropologie de Lyon, sans grand succès,.
Après Jules Ollier de Marichard (1824-1901) et avant Jos Jullien (1877-1956), tous deux également ardéchois, il appartient à la génération de préhistoriens français formée par des héritiers directs de Jacques Boucher de Perthes.

## Publications
- [Chiron 1888] « La grotte du Figuier à Saint-Martin-d’Ardèche », Bulletin de la Société d’Anthropologie de Lyon, t. 7,‎ 1888, p. 199-201 (lire en ligne).
- [Chiron 1893] « Cavernes à ossements : grotte du Grand-Louret, grotte obscure et grotte du Figuier », Revue historique, archéologique, littéraire et pittoresque du Vivarais illustrée, t. 1, no 7,‎ 1893, p. 297-301 (lire en ligne).
- [Chiron 1893] « Le Moustier dans le Vivarais : grottes Néron, du Trou de Renard et du Figuier », Revue historique, archéologique, littéraire et pittoresque du Vivarais illustrée, t. 1, no 9,‎ 1893, p. 393-397 (lire en ligne).
- [Chiron 1893] « Le Magdaléen [sic] dans le Bas-Vivarais », Revue historique, archéologique, littéraire et pittoresque du Vivarais illustrée, t. 1, no 10,‎ 1893, p. 437-442 (lire en ligne).
- [Chiron 1896] La Préhistoire dans le Vivarais (monographie), Privas, Imprimerie centrale de l'Ardèche, 1896.
- [Chiron & Gaillard 1911] Léopold Chiron et Claude Gaillard, L'industrie et la faune des grottes Chabot et du Figuier sur les bords de l'Ardèche (monographie), Paris, Schleicher frères, 1911.
- « Une découverte de haches chelléennes à Saint-Just-d'Ardèche », Revue du Vivarais, Privas, t. 1,‎ 15 janvier 1893 (lire en ligne)

Léopold Chiron a en outre publié de nombreux autres articles dans la Revue du Vivarais avant 1902.